# Eppendorfer Park
Koordinaten: 53° 35′ 22,1″ N, 9° 58′ 45,1″ O

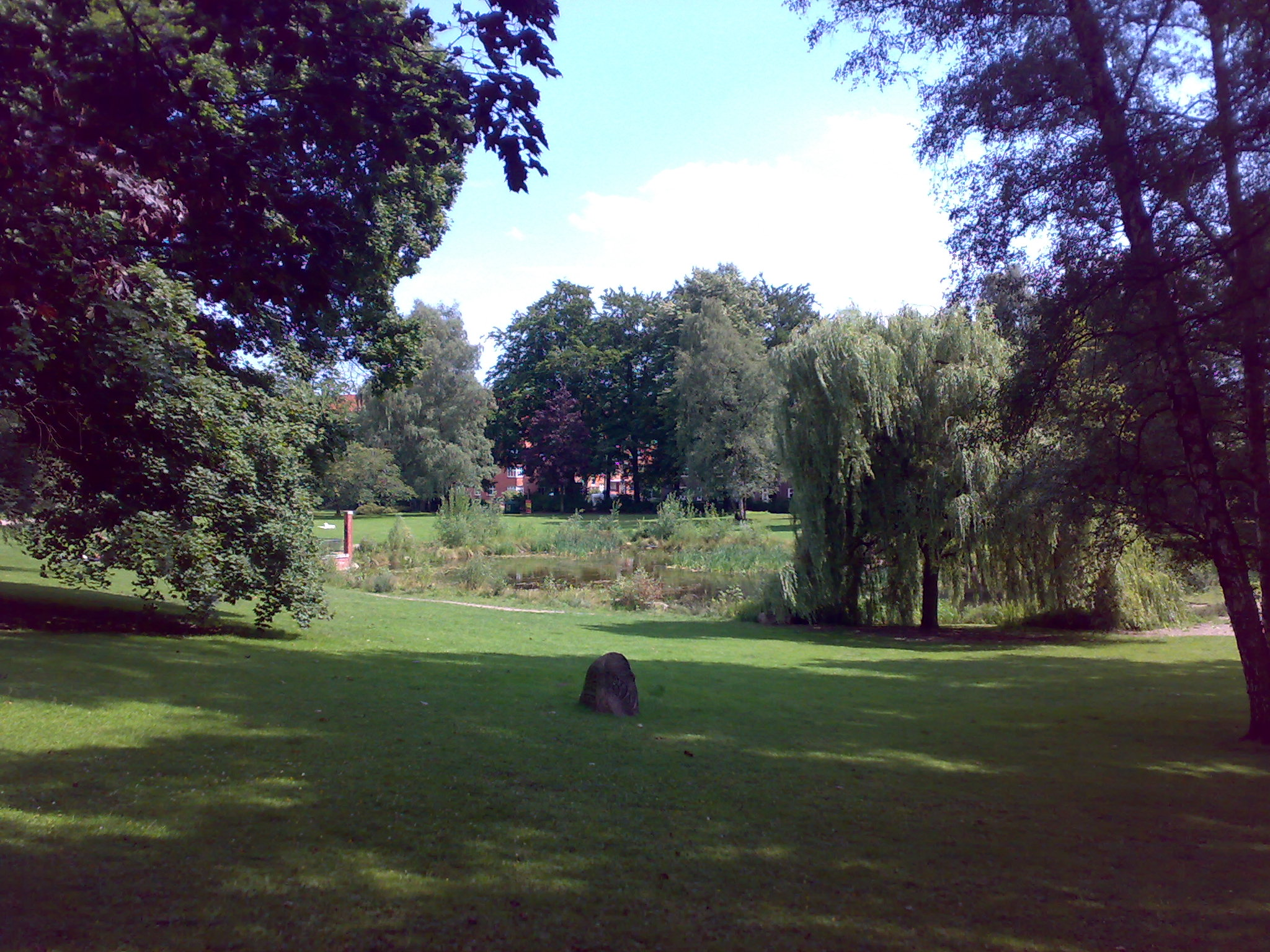
Blick auf den Teich

Der Eppendorfer Park ist ein 6,4 ha großer Park im Hamburger Stadtteil Eppendorf. Konzipiert wurde er 1890 als Erholungsraum für Patienten des 1889 gegründeten nahe gelegenen damaligen Neuen Allgemeinen Krankenhauses und heutigen Universitätsklinikums Hamburg-Eppendorf. Die Grünanlage wurde auf hügeligem Gelände nach den Entwürfen von Franz Andreas Meyer, Oberingenieur der Baudeputation angelegt.
Heute wird der Park vor allem von Familien wegen des Kinderspielplatzes und des sich seit 1974 ebenfalls auf dem Gelände befindlichen Abenteuerspielplatzes und Familienzentrums Baui genutzt. Bei ausreichendem Schneefall dient im Winter eine Böschung als Rodelberg.
Der Park ist ein bedeutendes Gartendenkmal und ist in der Hamburger Denkmalliste unter der Nr. 20710 verzeichnet.